# 1175 Марґо
1175 Марґо (1175 Margo) — астероїд головного поясу, відкритий 17 жовтня 1930 року.
Тіссеранів параметр щодо Юпітера — 3,122.